# FreeFem++
FreeFem++はプログラミング言語であり、有限要素法（FEM：Finite Element Method ）を用いて偏微分方程式を求解することに焦点を当てた自由ソフトウェアである。GNU General Public Licenseのもとで提供される。
C++を用いて記述されており、ソルボンヌ大学（旧パリ第6大学）のラボラトワール・ジャック=ルイ・リオン (フランス語: Jacques-Louis Lions)によって開発および保守が行われている。
FreeFem++言語は、C++の影響を受けたプログラミング言語であり、統合開発環境（IDE)としてFreeFem++-csが用意されている。

## 歴史
最初のバージョンは、1987年にオリヴィエ・ピロノーによって開発され、MacFemと命名された（Macintoshでのみ動作した）。その後、PCFemが登場した。いずれもプログラミング言語はPascalであった。
1992年にC++で書きなおされてFreeFemと命名された。その後1996年にFreeFem+、1998年にFreeFem++、1999年に初の3D対応バージョンとなるFreeFem 3dがリリースされた。
2008年には有限要素計算カーネルが書き直されて1次元から3次元の多次元に対応するFreeFem++ v3が、2018年には新たなマトリックスタイプに対応するなどしたFreeFem++ v4がリリースされた。

## 関連文献
- “Introduction”. Welcome to FreeFEM documentation (1999年2月22日). 2022年10月18日閲覧。
- 大塚厚二、高石武史 著、日本応用数理学会・監 編『有限要素法で学ぶ現象と数理―FreeFem++数理思考プログラミング』共立出版〈シリーズ応用数理(4巻)〉、2014年2月9日。ISBN 978-4-320-01953-9。
- Hecht, F. (2012). New development in FreeFem++. Journal of numerical mathematics, 20(3-4), 251-266.
- Sadaka, G. (2012). FreeFem++, a tool to solve PDEs numerically. arXiv preprint arXiv:1205.1293.